# سیل پتروپولیس ۲۰۲۲
سیل پتروپولیس ۲۰۲۲ (انگلیسی: 2022 Petrópolis floods) در پی بارش ۲۵٫۸ سانتی متر باران طی سه ساعت در روز ۱۵ فوریه در پتروپولیس از شهرستان های ریو دو ژانیروی برزیل رخ داد و در اثر رانش زمین و سیلاب متعاقب آن، دست کم ۱۱۷ نفر کشته شدند.